# Draba shiroumana
Draba shiroumana är en korsblommig växtart som beskrevs av Tomitaro Makino. Draba shiroumana ingår i släktet drabor, och familjen korsblommiga växter. Inga underarter finns listade i Catalogue of Life.